# آواناتا
آواناتا (به لاتین: Avannaata) یک استان تازه‌تاسیس گرینلند می باشد. آواناتا ۵۲۲٬۷۰۰ کیلومتر مربع مساحت و ۱۰٬۶۵۱ نفر جمعیت دارد.
آواناتا در اول ژانویه ۲۰۱۸ تأسیس شد و بخش بزرگ استان پیشین قاسویتسوپ را دربر می‌گیرد.